# Incilius holdridgei
Espèce
Synonymes
- Bufo holdridgei Taylor, 1952

Statut de conservation UICN

 CR D : 
En danger critique
Incilius holdridgei est une espèce d'amphibiens de la famille des Bufonidae.

## Répartition
Cette espèce est endémique du volcan Barva dans la cordillère Centrale au Costa Rica. Elle se rencontre entre 2 000 et 2 200 m d'altitude.

## Description
Les mâles mesurent de 32 à 51,7 mm et les femelles de 38 à 53 mm.

## Étymologie
Cette espèce est nommée en l'honneur de Leslie Holdridge.

## Taxon Lazare
L'espèce est un exemple de taxon Lazare, cette espèce n'a été retrouvée qu'en 2009, 25 ans après sa dernière observation.

## Publication originale
- Taylor, 1952 : A review of the frogs and toads of Costa Rica. The University of Kansas Science Bulletin, vol. 35, no 1, p. 577-922 (texte intégral).